# تیرپهاگاما
تیرپهاگاما (به لاتین: Teripehagama) یک منطقهٔ مسکونی در سری‌لانکا است که در استان مرکزی (سری‌لانکا) واقع شده‌است.